# Amilcar Compound
 (juin 2016).
Si vous disposez d'ouvrages ou d'articles de référence ou si vous connaissez des sites web de qualité traitant du thème abordé ici, merci de compléter l'article en donnant les références utiles à sa vérifiabilité et en les liant à la section « Notes et références ».
L'Amilcar Compound est une automobile de marque Amilcar fabriquée par Hotchkiss entre avril 1938 et 1942. En effet, à partir de l'automne 1937, Hotchkiss utilise la marque Amilcar qu'il vient de racheter pour nommer son modèle d'entrée de gamme entrant dans la catégorie des Peugeot 202, Renault Juvaquatre et Simca 8.

## Description
Très avancée dans sa conception due à J.-A. Grégoire, la voiture dispose de la traction avant, d'une suspension à quatre roues indépendantes (avec deux barres de torsion à l'arrière) et d'un cadre monocoque de pare-brise fait d'un alliage léger en aluminium (appelé alpax). C'est la première voiture de série monocoque en alliage léger coulé. Des caractéristiques que l'on retrouvera plus tard sur le prototype Aluminium Français - Grégoire et la Panhard Dyna X. Dès sa sortie, elle est dotée de freins Bendix (en). Le design de l'automobile est dû au carrossier Vinciguerra qui s'inspire du coach 20 CV Sport Hotchkiss. Elle est équipée d'un moteur de 1 185 cm3 à soupapes latérales qui développe 33 Chevaux à 4 000 tr/min dérivée du moteur anglais Hillman Minx.
L'Amilcar est présentée pour la première fois au Salon de Paris 1937.
3 modèles seront disponibles : le Roadster 2 places, le coach 4 places et le coach décapotable 4 places. Le prix affiché au Salon de Paris 1938 est, pour le Roadster, de 29 900 francs puis passe en mai 1939 à 31 400 francs, le coach de 33 400 francs et pour le coach décapotable, de 34 900 francs.
Le Roadster 2 places n'a pas de poignées de porte extérieures et n'en sera doté qu'à partir de l'hiver 1938-1939.
Au Salon de Paris 1939, elle reçoit des projecteurs chromés et de nouveaux feux de position sur les ailes avant et bénéficiera un an plus tard d'un moteur à soupapes en tête pour le type B67 à la place du poussif bloc à soupapes latérales.
En raison de la Seconde Guerre mondiale, la production en série de la Compound B67 (conduite à droite) ne débute pas, seules les fourgonnettes et les ambulances continuent jusqu'en 1942.